# Geranomyia devota
Geranomyia devota är en tvåvingeart som först beskrevs av Alexander 1929.  Geranomyia devota ingår i släktet Geranomyia och familjen småharkrankar.
Artens utbredningsområde är Guyana. Inga underarter finns listade i Catalogue of Life.